# La Nueva Crónica
La Nueva Crónica es un periódico de información general publicado en León (España). Tiene versiones tanto en papel como electrónica.
Tras el fracaso del diario La Crónica de León, publicado entre 1986 y 2013, parte de su equipo, dirigido por David Rubio (antiguo redactor jefe de La Crónica de León) y con el respaldo del empresario Manuel Lesmes, presidente del Grupo Carflor, se fundó una nueva publicación. Está dedicada a la información general, especialmente en lo referido a León y su provincia. El primer número se publicó en papel el jueves 28 de noviembre de 2013 y, posteriormente, también se hizo una edición digital del periódico. En 2019, según los datos de OJD, esta edición electrónica era el tercer medio informativo más visitado de la provincia.
La edición en papel de La Nueva Crónica se distribuye gratuitamente junto al diario ABC.